# Pie

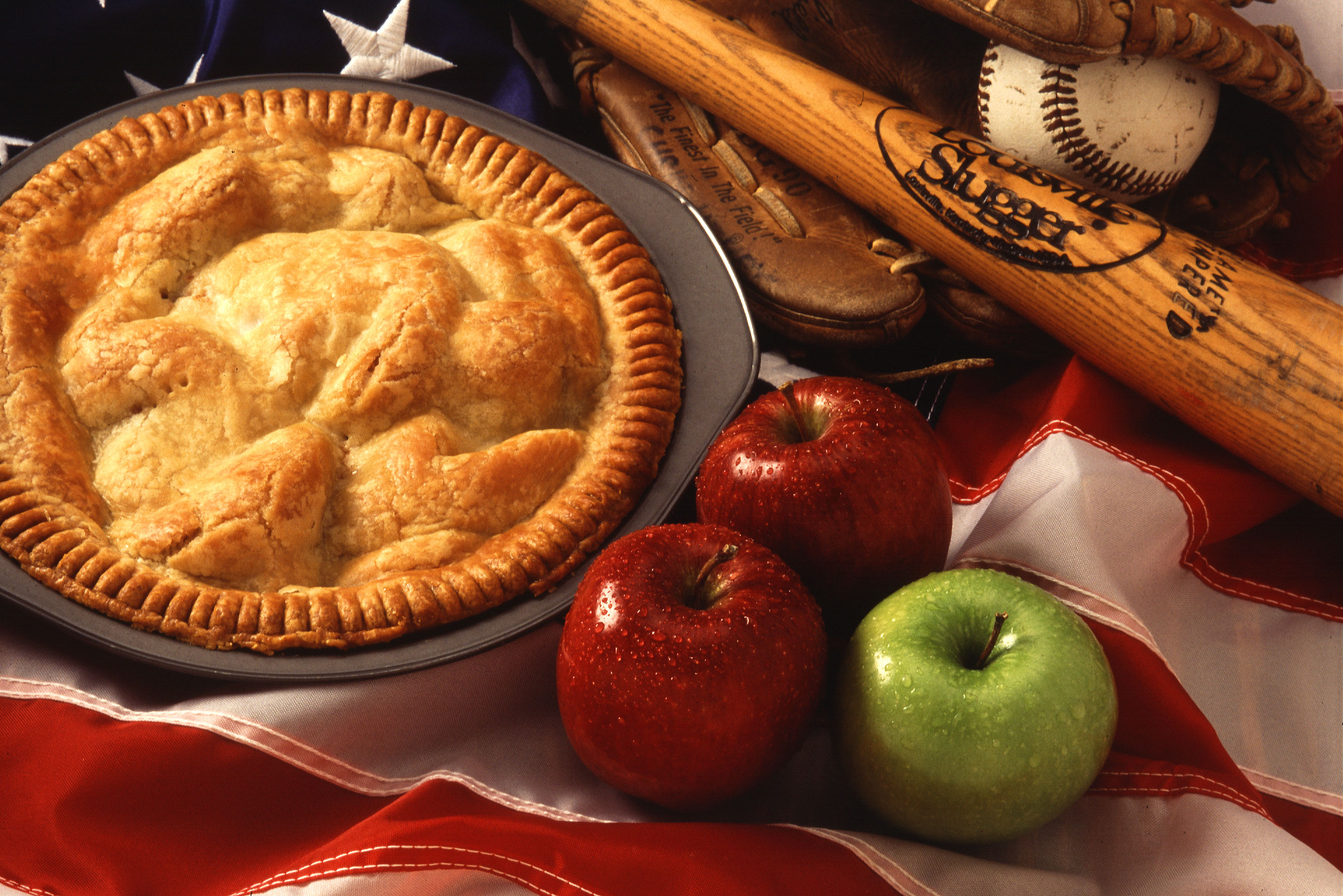
Bánh táo, một trong các biểu tượng của văn hoá Hoa Kỳ

Pie là cách gọi các loại bánh nướng với vỏ bánh phủ một phần hay bao toàn bộ phần nhân làm từ nhiều nguyên liệu khác nhau từ ngọt đến mặn. Từ pie thường liên tưởng đến các loại bánh có lớp vỏ cứng được tạo thành khi nướng. Nhân bánh có thể bỏ vào trước hoặc sau khi nướng tuỳ công thức. Ngoài sở thích thông thường về ẩm thực còn có một số lý do để làm loại bánh này là nó dùng ít bột hơn bánh mì và không đòi hỏi thứ gì cầu kỳ phức tạp để nấu như việc phải có một cái lò nướng vì nó có thể nướng trực tiếp trên lửa.

## Lịch sử
Loại bánh này được phát hiện có từ thời Ai Cập cổ đại với công thức một loại pie nhân thịt gà có tuổi 2000 năm trước công nguyên được tìm thấy trên một tấm bảng tại khu vực Sumer thuộc vùng Mesopotamia còn trong mộ của Ramses II thì có ghi công thức làm pie với trái cây, các loại hạt và mật ong. Nó có thể đã được biết đến từ trước đó trong thời đại đồ đá mới khoảng 9500 năm trước công nguyên. Những người Hy Lạp đã biết về nó sau đó lan sang đến La Mã. Người La Mã đã nói và mang loại bánh đi khắp châu Âu với công thức đầu tiên của mình là với lúa mạch đen nghiền cùng pho mát sữa dê hay mật ong. Cách gọi pie trở nên phổ biến tại châu Âu từ thế kỷ 14.
Theo một số nhà sử học thì trên thực tế loại "bánh" này từng thường được dùng như một loại đồ đựng thức ăn thượng hạng hơn là một loại bánh với lớp vỏ thường quá cứng để có thể thật sự ăn được. Chính lớp vỏ cũng là một loại công cụ dùng để nấu nướng thường được làm rất dày để chịu được nhiều giờ nướng trong lò để hầm những thứ mà nó chứa khi không có nồi, lớp vỏ bột này sau đó sẽ được phát cho những người hầu ở cấp thấp hay người nghèo và họ sẽ tự xoay xở để tìm cách có thể ăn được nó. Trong thời trung cổ nhiều đầu bếp đã dùng pie như một cái nồi có thể đóng mở để nấu ăn.